# Palasca
Palasca (en cors Palasca ) és un municipi francès, situat a la regió de Còrsega, al departament d'Alta Còrsega. L'any 1999 tenia 117 habitants.

## Demografia
| 1962 | 1968 | 1975 | 1982 | 1990 | 1999 |
| ---- | ---- | ---- | ---- | ---- | ---- |
| 20   | 72   | 84   | 85   | 115  | 117  |

## Administració
| Període | Identitat           | Partit | Qualitat |  |
| ------- | ------------------- | ------ | -------- |  |
| 2001-   | Jean-Louis De Marco |        |          |  |